# Mohammed Aman
Mohammed Aman Geleto (* 10. leden 1994 Asella, Etiopie) je etiopský atlet, běžec na střední tratě, mistr světa v běhu na 800 metrů z roku 2013.

## Sportovní kariéra
Aman byl velkým talentem již v juniorském věku. V letech 2009 a 2011 vyhrál běh na 800 metrů na Juniorském mistrovství Afriky, v roce 2010 získal zlatou medaili na Letních olympijských hrách mládeže v běhu na 1000 metrů. V roce 2011 potvrdil svou formu, když na Mistrovství světa v atletice do 17 let získal stříbro na čtvrtce. Avšak na hlavní události roku, Mistrovství světa v atletice se umístil pouze na osmém místě. V roce 2012 se ale prosadil mezi světovou elitou, když zvítězil na Halovém mistrovství světa v Istanbulu v závodě na 800 metrů a ve stejné disciplíně o rok později v Moskvě, při svém druhém startu na mistrovství světa, získal titul mistra světa.

## Výsledky mezinárodních mistrovství
| Rok  | Soutěž                       | Místo              | Umístění | Disciplína | Čas     |
| ---- | ---------------------------- | ------------------ | -------- | ---------- | ------- |
| 2009 | Juniorské mistrovství Afriky | Bambous, Mauricius | 1.       | 800 m      | 1:48,82 |
| 2010 | Letní olympijské hry mládeže | Singapur, Singapur | 1.       | 1000 m     | 2:19,54 |
| 2011 | Juniorské mistrovství Afriky | Gaborone, Botswana | 1.       | 800 m      | 1:46,62 |
| 2011 | Mistrovství světa do 17 let  | Lille, Francie     | 2.       | 800 m      | 1:44,68 |
| 2011 | Mistrovství světa            | Tegu, Jižní Korea  | 8.       | 800 m      | 1:45,93 |
| 2012 | Halové mistrovství světa     | Istanbul, Turecko  | 1.       | 800 m      | 1:48,36 |
| 2013 | Mistrovství světa            | Moskva, Rusko      | 1.       | 800 m      | 1:43,31 |